# Zully Moreno
Zulema Esther González Borbón, conocida como Zully Moreno (Villa Ballester, provincia de Buenos Aires, 17 de octubre de 1920-Buenos Aires, 25 de diciembre de 1999), fue una actriz cinematográfica argentina de la Época de Oro del cine argentino. Apareció en más de 70 películas, obteniendo premios a mejor actriz de la Academia Argentina de Artes y Ciencias Cinematográficas y del Círculo de Escritores Cinematográficos de España.

## Biografía

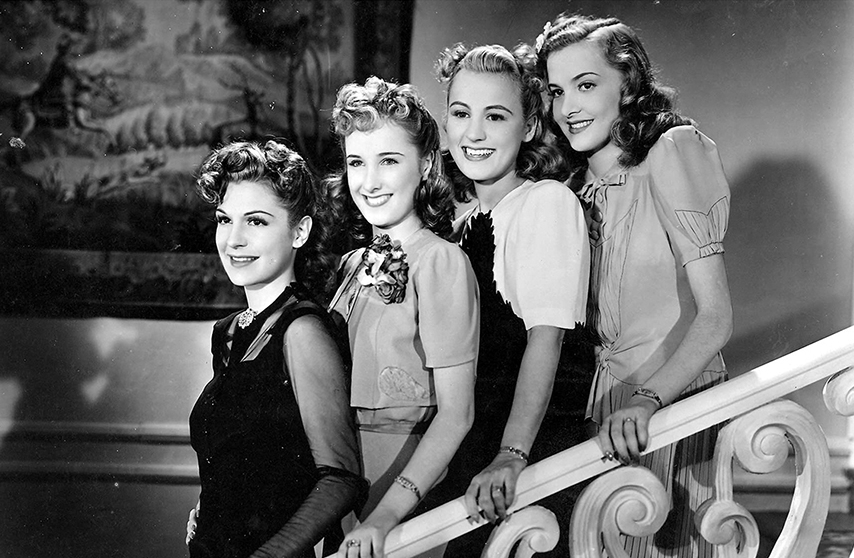
Zully Moreno (primera desde la izq.) junto a Mirtha Legrand, Nury Montsé y Silvana Roth en Los martes, orquídeas (1941).

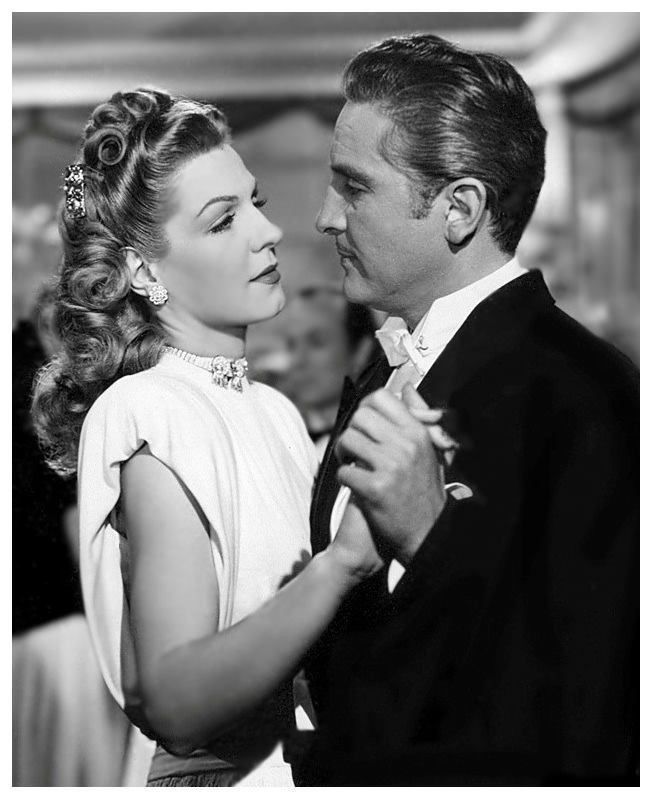
Zully Moreno junto a Arturo de Córdova en Dios se lo pague (1947).

Zully Moreno nació en la localidad de Villa Ballester, en el Partido de San Martín, provincia de Buenos Aires, Argentina, el 17 de octubre de 1920. Soñaba con ser actriz, pero se puso a trabajar como costurera a una edad muy temprana debido a dificultades económicas, luego de la muerte de su padre cuando ella tenía diez años.
En 1938, respondiendo a una convocatoria de extras,  fue contratada para un papel en Cándida,  bajo la dirección de Luis Bayón Herrera y protagonizada por Niní Marshall. Luego intervino en una serie de películas, entre ellas Bartolo tenía una flauta (1939), Azahares rojos (1940), De México llegó el amor (1940) y Orquesta de señoritas (1941), en las que interpretó roles secundarios.  Durante el rodaje de Orquesta de señoritas conoció a Luis César Amadori, quien se convertiría en su esposo, varios años después. 
Filmó cerca de 40 películas, entre Argentina, México y España. En 1938, a partir de un aviso que solicitaba extras, accedió a un papel en Cándida, de Luis Bayón Herrera, protagonizado por Niní Marshall. A partir de 1940 ya realizaba papeles coprotagónicos en filmes como Orquesta de señoritas, Los martes, orquídeas, con Mirtha Legrand, y Papá tiene novia. En 1940 debutó además en teatro junto con Tito Lusiardo, Carlos Morganti y Alberto Anchart, y su primer protagónico lo obtuvo en 1942 en El profesor Cero, junto a Pepe Arias. Ese mismo año protagonizó también El último piso con Juan Carlos Thorry. En 1943 actuó en la película Stella, y luego formó pareja con Pedro López Lagar en Apasionadamente y Celos.
En 1947 se casó con el director Luis César Amadori, con quien tuvo un hijo; Amadori la benefició en su carrera, permitiéndole elegir los papeles a interpretar, consagrándose en Dios se lo pague y Nacha Regules, con Arturo de Córdova. Fue dirigida por directores importantes como Mario Soffici en La gata, por Carlos Hugo Christensen en La trampa, por Carlos Schlieper en Cosas de mujer, por Ernesto Arancibia en la ganadora del Globo de Oro La mujer de las camelias y por Lucas Demare en Nunca te diré adiós, donde Zully se destacó.
Fue premiada por la Academia de Artes y Ciencias Cinematográficas de la Argentina como Mejor Actriz por su labor en Celos, Dios se lo pague y La mujer de las camelias. Fue vestida con excelentes ejemplares de Horace Lannes, Paco Jamandreu o Jorge de las Longas y le hizo ganar mucho dinero a la productora Argentina Sono Film, uno de cuyos dueños era su marido.

## Persecución política y exilio

Zully Moreno entre el público de un teatro. Escena de la película Amor prohibido

En 1950 filmó tres películas en México; una de ellas fue María Montecristo, y en 1955 tras el golpe de Estado que derrocó al gobierno peronista se exilió en España. Su último film realizado en Argentina fue Amor prohibido, donde actuó con Jorge Mistral y Santiago Gómez Cou, que fue filmada a mediados de los 50 y se estrenó tres años después.
En España filmó Madrugada —por la que ganó un premio especial del Círculo de Escritores Cinematográficos a la mejor actriz extranjera en película española—, Una gran señora y Un trono para Cristi (filmada en 1960). En esta década se habló de su regreso a la actuación en una película dirigida por Dino Risi, pero no se concretó su participación. También fue llamada en varias ocasiones para reemplazar temporalmente a Mirtha Legrand en su programa. Después de la muerte de Amadori en 1977, dirigió el Teatro Maipo y presidió la productora Argentina Sono Film, pero luego se alejó del medio y se la veía en contadas oportunidades.
Falleció a los 79 años el 25 de diciembre de 1999 en Buenos Aires, víctima del mal de Alzheimer. Su hermano, el empresario del Teatro Maipo Alberto González, fallecido en 1990, estuvo casado con las vedettes Susana Brunetti y Mimí Pons. Con esta última tuvo dos hijos, Alberto y Gimena.

## Filmografía

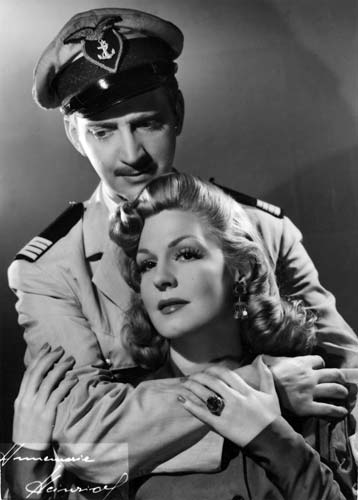
Zully Moreno con Ernesto Bianco en 1954.

- Amor prohibido (1958)
- El amor nunca muere (1955)
- El barro humano (1955)
- La calle del pecado (1954)
- La dama del mar (1954)
- La mujer de las camelias (1953)
- Me casé con una estrella (1951)
- Cosas de mujer (1951)
- La indeseable (1951)
- Nacha Regules (1950)
- La trampa (1949)
- Dios se lo pague (1948)
- La gata (1947)
- Nunca te diré adiós (1947)
- Celos (1946)
- Cristina 1946)
- Dos ángeles y un pecador (1945)
- Apasionadamente (1944)
- Stella (1943)
- Su hermana menor (1943)
- Historia de crímenes (1942)
- Bajó un ángel del cielo (1942)
- Fantasmas en Buenos Aires (1942)
- El pijama de Adán (1942)
- En el último piso (1942)
- El profesor Cero (1942)
- Papá tiene novia (1941)
- Los martes, orquídeas (1941)
- Orquesta de señoritas (1941)
- En la luz de una estrella (1941)
- De México llegó el amor (1940)
- Bartolo tenía una flauta (1939)
- Cándida (1939)